# Litoria multiplica
Litoria multiplica es una especie de anfibios de la familia Hylidae. Es endémica de Papúa Nueva Guinea.
Sus hábitats naturales incluyen montanos secos, ríos y zonas previamente boscosas ahora muy degradadas
Está amenazada de extinción por la destrucción de su hábitat natural.